# Édouard d'Huart
Pour les autres membres de la famille, voir Famille d'Huart.
Le baron Édouard d'Huart, né le 15 août 1800 à Bofferdange (département des Forêts, Première République française) et mort le 5 novembre 1884 à Achêne (province de Namur, Belgique), est un homme politique belge, d'origine luxembourgeoise et de tendance catholique.

## Biographie
Édouard Dominique Marie Joseph d'Huart, né au château de Bofferdange le 15 août 1800, est le fils d'Henry baron d'Huart, lieutenant-colonel de cavalerie successivement au service de l'Autriche, de la France et des Pays-Bas, et de Catherine de Patoul. Il épouse le 10 juin 1835 Anne-Thérèse de Montpellier, fille d'un maître de forges, à Annevoie. Il est le père de quatre enfants dont Alfred d'Huart, sénateur. Il est le frère d'Auguste d'Huart, sénateur et gouverneur de la province de Luxembourg.
À 18 ans, il commence sa carrière professionnelle comme ingénieur du Waterstaat (ministère des Travaux publics du Royaume des Pays-Bas). Sa mission est de pourvoir le Luxembourg de routes de qualité. En 1822, il adhère à une loge maçonnique.
En 1829, Il est nommé d'office membre des États Provinciaux du royaume de Pays-Bas mais y fait d'emblée voter une motion publique contre la politique belgophobe du roi Guillaume Ier des Pays-Bas.
À la suite de l'indépendance de la Belgique, il est nommé le 18 octobre 1830 commissaire d'arrondissement de Grevenmacher sur proposition de Jean-Baptiste Nothomb, luxembourgeois comme lui. Peu de temps après, Il devient député au Congrès national pour l'arrondissement de Virton. Il est ensuite élu membre de la Chambre des représentants par les électeurs de Virton et Grevenmacher.
En 1834, il est nommé ministre des Finances dans le gouvernement de Theux I. Son ami, Jean-Baptiste Nothomb le rejoint au gouvernement comme ministre des Travaux publics en 1837.
Or, le 19 avril 1839, le traité des XXIV articles (ou traité de Londres) du 19 avril 1839 impose le partage du Grand-Duché en deux entités distinctes entre le Grand-Duché de Luxembourg sous la souveraineté des Pays-Bas et le Luxembourg sous la souveraineté belge, réglant ainsi la question luxembourgeoise issue de la révolution belge. Alors que Jean-Baptiste Nothomb se résigne, Édouard d'Huart ne peut souscrire à ce partage et démissionne de ses fonctions de ministre des Finances.
De 1845 à 1847, il est ministre sans portefeuille dans les gouvernements Van de Weyer et de Theux II.
Ayant des attaches via son épouse avec la province de Namur, il quitte alors le Luxembourg pour devenir gouverneur de la province de Namur.
Il décède le 5 novembre 1884 dans son château d'Onthaine à Achêne et ses obsèques solennelles sont célébrées le 10 novembre 1884 en l'église de Sovet.

## Carrière politique
- De 1831 à 1848 : député à la Chambre des représentants de l'arrondissement de Virton.
- Du 4 août 1834 au 4 février 1839 : ministre des Finances.
- Du 21 juin 1840 au 2 novembre 1847 : gouverneur de la province de Namur.
- De 1875 à 1880 : sénateur pour l'arrondissement de Dinant.

## Distinctions et hommages
Il a reçu les distinctions suivantes :
- Grand cordon de l'ordre de Léopold en 1878 (Belgique).
- Croix de fer de 1830 (Belgique).
- Grand-croix de l'ordre de la Maison ernestine de Saxe.

Il a été nommé ministre d'État le 30 juillet 1845.
Plusieurs rues et avenues ont été nommés en son honneur à Ciney, Forest et Etterbeek.